# Skarbimierz
Skarbimierz (in tedesco Hermsdorf) è un comune rurale polacco del distretto di Brzeg, nel voivodato di Opole.
Ricopre una superficie di 110,5 km² e nel 2004 contava 7 143 abitanti.